# Aurélie Dupont
Pour les articles homonymes, voir Dupont ou Dupond.
Scènes principales
Opéra national de Paris
Aurélie Dupont, née le 15 janvier 1973 à Paris, est une danseuse étoile du ballet de l'Opéra national de Paris. Elle dirige le ballet de l'Opéra, en tant que directrice de la danse, du 4 février 2016 au 31 juillet 2022.

## Biographie

### Famille et formation
Aurélie Dupont est la cadette d'une fratrie de trois enfants. Son père est professeur de médecine et chercheur à l'Institut Pasteur, sa mère infirmière. Aurélie Dupont est la sœur de Benjamine Dupont, qui deviendra également danseuse au Ballet royal de Flandre de 1993 à 1998, au Ballet national de Marseille de 1998 à 2006 et au Ballet de l'Opéra de Lyon de 2008 à 2009 et qui sera professeure de danse.
À l'âge de sept ans, après la mutation de son père, la famille déménage dans la banlieue de Washington durant deux ans. Au cours de cette période, elle fait du chant et des claquettes durant sa scolarité et découvre les comédies musicales américaines. Elle découvre et se passionne particulièrement pour le piano,. 
À Paris, elle poursuit sa scolarité au lycée Jean-de-La Fontaine, où sa professeur de gymnastique remarque sa souplesse exceptionnelle. Elle conseille à  sa mère de l'inscrire à des cours de danse. Aurélie Dupont débute à « la petite école » de la rue La Fontaine. Son professeur, Claudine Anglard-Cavret qui a également enseigné la danse à ses sœurs (l'aînée des Dupont, Marie-Charlotte et Benjamine) la remarque et la présente à Liane Daydé.
Liane Daydé incite Aurélie Dupont à se présenter à l'école de danse de l'Opéra national de Paris qu'elle intègre en 1983, à l'âge de dix ans. Après avoir fréquenté toutes les classes dont celle de Claude Bessy, elle est engagée dans le corps de ballet de l'Opéra de Paris en 1989. En 1991, elle est promue coryphée, avec la cinquième variation de Variations, sujet en 1992, avec la Cigarette de Suite en blanc, et première danseuse en 1996, avec la variation d'Henriette dans le deuxième acte de Raymonda.

### Début de danseuse
À l'âge de dix-huit ans, elle est l'une des premières à dénoncer les violences morales des professeurs de danse en déclarant « [...] L'enseignement était bien mais j'ai souffert de certaines choses dont la méchanceté gratuite qui n'a aucun rapport avec l'exigence du métier ».  

En juin 1997, peu de temps avant sa nomination comme danseuse étoile en interprétant Le Sacre du printemps de Pina Bausch, Aurélie Dupont rencontre la chorégraphe allemande qui l'incite à changer son style de danse, en laissant de côté le travail « comme une malade pour être irréprochable » pour un style plus vulnérable. Pina Bausch lui dit :

« Ok, vous êtes une femme très dure, vous êtes une danseuse très dure, mais je suis sûre que vous êtes sensible, et c'est la raison pour laquelle je vous ai choisie, et je veux que vous me le montriez. Car votre puissance, votre force, ça m'est égal. Je veux voir votre cœur,. »

### Danseuse étoile
Le 31 décembre 1998, Aurélie Dupont est nommée étoile à l'âge de 25 ans, à l'issue de la représentation de Don Quichotte de Rudolf Noureev. L'ancienne directrice Brigitte Lefèvre, qui a nommé Aurélie Dupont étoile pense que sa « star » a une très grande rigueur, une très grande pudeur et, en même temps, une sensibilité à fleur de peau et une technique incroyable.
Dans l'année qui suit sa nomination comme danseuse étoile, elle se fait opérer d'une fracture au cartilage de son genou droit. Après une rééducation intensive, cette blessure contraint la danseuse à modifier son style artistique pour pouvoir poursuivre sa carrière. On note des similitudes entre les destins d'Aurélie Dupont et de l'étoile Mathias Heymann. Ce dernier s'est fait opérer à l'âge de 24 ans, deux ans après sa nomination comme danseur étoile, à cause de fractures de fatigue du tibia qu'il a ignorées alors qu'il gravissait les échelons de l'Opéra. En conséquence, il dut également changer son style de danse.

### Ballets classiques
Pendant sa carrière elle a dansé les rôles titres des plus grands ballets classiques. Artiste polyvalente, elle danse également dans des ballets néo-classiques — de George Balanchine à Roland Petit —, ou dans des ballets plus contemporains — de Pina Bausch à Wayne McGregor en passant par Sasha Waltz.
Ses partenaires sont Manuel Legris, Nicolas Le Riche ou Hervé Moreau, « Mon Robert Redford ».

La carrière d'Aurélie Dupont est très marquée par le personnage de Juliette dans le Roméo et Juliette de Sasha Waltz, un rôle qu'elle n'a dansé que trois fois et dont elle dit :

« Juliette, cela a été un peu mon premier rôle, très fort… C'est vraiment moi dedans. »

 Invitée dans le monde entier, elle danse en mars 2002 Roméo et Juliette sur la scène du théâtre Mariinsky, et est conviée en novembre 2009 par l'American Ballet Theatre à danser le pas de deux de Rubis de Joyaux de George Balanchine. Elle est également invitée par la compagnie Karas pour une création de Saburo Teshigawara au Japon en août 2014.
Aurélie Dupont fait ses adieux à la scène en tant que danseuse étoile le 18 mai 2015, à l'occasion d'une représentation deL'Histoire de Manon,. Roberto Bolle, son partenaire, interprète le rôle de Des Grieux.

### Style artistique
En tant que danseuse, Aurélie Dupont est notamment appréciée pour ses qualités d'actrice et de tragédienne, qui la servent dans ses interprétations des grands rôles romantiques du répertoire, comme La Dame aux camélias de John Neumeier.
Aurélie Dupont aborde un nouveau rôle comme une actrice et commence par une petite recherche, en essayant d'oublier les interprétations précédentes, y compris les siennes. Puis viennent la rencontre avec le chorégraphe, les essais de costumes et les premiers filages.

Sur son attitude face à ce défi, elle dit : 

« Ce qui est sûr, c'est que je ne crois pas du tout à l'idée selon laquelle la distance de la scène rend inutile tout travail sur les émotions. Un sourcil qui se lève au mauvais moment, cela se voit, cela se sent. »

  

Un autre chorégraphe qui influence fortement Aurélie Dupont est le Japonais Saburo Teshigawara. Elle décrit son art de la manière suivante : 

« Il est mystique à sa façon et dans la pureté du mouvement. Travailler avec lui, c'est comme revenir à la source. J'ai l'impression de n'avoir jamais dansé avant ! On avance avec des improvisations. Il y a un lâcher-prise total. Saburo obtient des choses de moi que je n'imaginais pas pouvoir donner. »

### Maître de ballet
Aurélie Dupont donne des cours aux jeunes danseurs/ses qui se préparent au concours interne de promotion, comme Léonore Baulac lors de la préparation du concours 2012.
En 2014, elle accepte une requête de Benjamin Millepied pour devenir maître de ballet. Elle travaille aux côtés de Clotilde Vayer, qui, en juillet 2014, a remplacé Laurent Hilaire comme maître de ballet associé à la direction.

### Direction de la danse à l'Opéra national de Paris
Le 4 février 2016, Aurélie Dupont est nommée directrice du ballet de l'Opéra national de Paris, succédant à Benjamin Millepied, démissionnaire.  
Sa volonté de programmation s'oriente vers des ballets classiques mais souhaite également intégrer des ballets contemporains. Aurélie Dupont se dit « prête à prendre des risques » et « à ouvrir l'Opéra à de nouvelles expériences et de nouveaux publics » en promouvant des artistes inconnus comme l'Espagnol Ivan Perez et le circassien James Thierrée et en envisageant des collaborations dont la chanteuse islandaise Björk ou les Daft Punk à travailler sur un ballet. 
Elle propose la nomination de Léonore Baulac qui est promue Étoile lors de la dernière représentation à l'Opéra Bastille du Lac des cygnes le 31 décembre 2016.
Deux ans après sa nomination, la divulgation dans la presse d'un rapport confidentiel sur le management, incluant des témoignages internes, dénonce différentes formes de harcèlement. À partir d'une enquête anonymisée soumise aux 154 interprètes, 88,9 % des danseurs estiment que « le management d'Aurélie Dupont n'est pas de bonne qualité ». Le directeur de l'Opéra de Paris, Stéphane Lissner, a affirmé avoir « une confiance totale dans Aurélie Dupont », estimant qu'elle était « une excellente directrice de la danse ».
Le 16 juin 2022, à la surprise générale, Aurélie Dupont annonce qu'elle quittera ses fonctions le 31 juillet 2022, à la fin de la saison du ballet de l'Opéra. Pendant ses  années de direction, elle a fait face à une opposition syndicale croissante.  Elle a fait prospérer la compagnie, assurant un taux de remplissage des spectacles de plus de 98% et faisant connaître de nouveaux chorégraphes de talent, tels Crystal Pite et Hofesh Shechter. Elle se consacre désormais à sa famille, et à d'autres projets artistiques.

### Vie privée
Aurélie Dupont a été en couple avec l'humoriste Gad Elmaleh de novembre 2002 à juin 2006. De 2011 à 2017, Aurélie Dupont est mariée avec le danseur étoile Jérémie Bélingard. Ils ont deux garçons nés en mai 2008 et en janvier 2011. Elle a été parmi les premières étoiles à avoir des enfants durant son activité de danseuse. Devenue directrice de la danse, elle s'interroge (sur le ton de la boutade) sur la nécessité d'ouvrir une crèche à l'Opéra de Paris.

## Distinctions

### Prix
- 1992 : Médaille d'or junior au concours de Varna[1], aux côtés de Yann Bridard qui, lui, obtient la médaille d'argent[34].
- 1993 : Prix de l'AROP
- 1994 : Prix du Cercle Carpeaux
- 2001 : Prix Benois de la danse
- 2025 : Prix Georges Bizet du Livre de Danse pour son ouvrage "N'oublie pas pourquoi tu danses"[35]

### Décorations
- Chevalière de la Légion d'honneur (depuis le 14 juillet 2015[36])
- Chevalière de l'ordre des Arts et des Lettres (depuis le 14 juillet 2005[5],[37]).

## Répertoire
- George Balanchine
  - Les Quatre Tempéraments : Sanguin
  - Capriccio
  - Tchaïkovski-pas de deux
  - Symphonie en ut
  - Concerto Barocco
  - Agon : Deuxième Pas de trois et Pas de deux
  - Joyaux : Rubis Couple
  - Violin Concerto
  - Liebeslieder Walzer
  - Le Palais de Cristal : Pas de deux troisième mouvement
- Pina Bausch
  - Le Sacre du printemps : L'Élue
- Maurice Béjart
  - Le Concours : Ada
  - Boléro
- Auguste Bournonville
  - Napoli : Pas de six
- Trisha Brown
  - O Zlobony/O Composite
- Sidi Larbi Cherkaoui et Damien Jalet  
  - Boléro
- Jean Coralli et Jules Perrot :
  - Giselle : Pas de deux des Paysans et Giselle
- John Cranko
  - Onéguine : Tatiana
- Birgit Cullberg
  - Mademoiselle Julie : Julie
- Mats Ek
  - Giselle : Giselle
- Mikhaïl Fokine
  - Les Sylphides
- William Forsythe
  - In the Middle Somewhat Elevated
  - Woundwork 1
- Victor Gsovski
  - Grand Pas classique
- James Kudelka
  - Musings
- Jiří Kylián
  - Stepping Stones
  - Bella Figura
  - Il faut qu'une porte...
- Pierre Lacotte
  - La Sylphide : Pas de deux des Ecossais et la Sylphide
  - Paquita : Pas de trois et Paquita
- Harald Lander
  - Études
- Serge Lifar
  - Suite en blanc : La Cigarette et l'Adage
  - Les Mirages : L'Ombre
- Kenneth MacMillan
  - L'Histoire de Manon : Manon
- Wayne McGregor
  - L'Anatomie de la Sensation
- Benjamin Millepied
  - Amoveo
  - Daphnis et Chloé : Chloé
- Ohad Naharin : 
  - Perpetuum
- John Neumeier
  - Sylvia : Sylvia et Diane
  - Le Songe d'une nuit d'été : Titania
  - La Dame aux camélias : Marguerite Gautier
- Rudolf Noureev
  - Casse-noisette : Clara
  - Raymonda : Raymonda
  - Don Quichotte : une Amie de Kitri, la Demoiselle d'honneur et Kitri
  - La Bayadère : une Ombre, Gamzatti et Nikiya
  - La Belle au bois dormant : Aurore
  - Cendrillon : Cendrillon
  - Roméo et Juliette : Rosaline et Juliette
  - Le Lac des cygnes : Odette/Odile
- Roland Petit
  - Rythme de valses
  - Le Loup : la jeune Fille
  - Carmen : Carmen
- Angelin Preljocaj
  - Annonciation : Marie
  - Casanova
  - Le Parc
  - Siddhartha : l'Eveil
- Alexeï Ratmansky
  - Psyché : Psyché
- Jerome Robbins
  - In the Night
  - The Four Seasons : Le Printemps
  - En sol
  - Dances at a Gathering : Rose et Verte
- Leo Staats 
  - Soir de fête
- Richard Tanner
  - Ancient Airs and Dances
- Saburo Teshigawara
  - Darkness is Hiding Black Horses
  - Sleep
- Antony Tudor
  - Dark Elegies
- Sasha Waltz
  - Roméo et Juliette : Juliette

## Filmographie

### Ballets
- La Belle au bois dormant, avec Manuel Legris, Delphine Moussin, Laëtitia Pujol et les danseurs de l'Opéra de Paris
- Don Quichotte, avec Manuel Legris, Marie-Agnès Gillot, Jean-Guillaume Bart, Delphine Moussin, Clairemarie Osta et les danseurs de l'Opéra de Paris
- La Sylphide, avec Mathieu Ganio et les danseurs de l'Opéra de Paris
- Sylvia, avec Marie-Agnès Gillot, Manuel Legris, Nicolas Le Riche, José Martinez et les danseurs de l'Opéra de Paris
- Joyaux, avec Marie-Agnès Gillot, Alessio Carbone et les danseurs de l'Opéra de Paris
- Siddhartha, avec Nicolas Le Riche, Stéphane Bullion, Wilfried Romoli et les danseurs de l'Opéra de Paris
- La Bayadère, avec Josua Hoffalt, Ludmila Pagliero et les danseurs de l'Opéra de Paris
- Daphnis et Chloé, avec Hervé Moreau, Eleonora Abbagnato, Alessio Carbone et les danseurs de l'Opéra de Paris
- Dances at a Gathering, avec Ludmila Pagliero, Amandine Albisson, Mathieu Ganio, Karl Paquette, Josua Hoffalt et les danseurs de l'Opéra de Paris
- O Zlozony / O Composite, avec Nicolas Le Riche et Jérémie Bélingard

### Documentaires
- Les Enfants de la Danse de Dirk Sanders, sorti en 1989[38], avec notamment Delphine Baey, Clairemarie Osta, Nicolas Le Riche et Jean-Guillaume Bart
- Nicolas Le Riche, danseur étoile de Jérôme Laperrousaz, 1997
- Tout près des étoiles de Nils Tavernier, 2001, 100 min[39]
- La Danse, le ballet de l'Opéra de Paris de Frederick Wiseman, 2009, 159 min
- Aurélie Dupont, l'espace d'un instant de Cédric Klapisch, 2010, 55 min[20]